# تشي شنغ لين
تشي شنغ لين (بالفرنسية: Chi-Sheng Lin )‏ (و. 1964 – م) هو عالم فلك من تايوان .